# Naponom-kontrolisani kalcijumski kanal
Naponom-kontrolisani kalcijumski kanali (VDCC) su grupa naponom-kontrolisanih jonskih kanala nađenih u pobudljivim ćelijama  (npr., mišićima, glijalnim ćelijama, neuronima, itd.) sa permeabilnošću za jone 2+.  Na fiziološkim ili odmarajućem membranskom potencijalu, VDCC kanali su normalno zatvoreni. Oni se aktiviraju (i.e., otvaraju) na depolarizovanom membranskim potencijalima i to je izvor njihove naponske zavisnosti. Aktivacija pojedinih VDCC kanala omogućava unos 2+ u ćeliju, što se u zavisnosti od ćelijskog tipa dovodi maskularne kontrakcije, pobuđivanja neurona, povišenja ekspresije gena, ili oslobađanja hormona ili neurotransmitera.

## Struktura
Naponom-kontrolisani kalcijumski kanali su formirani kao kompleks nekoliko različitih podjedinica: α1, α2δ, β1-4, i γ. α1 podjedinica formira poru provođenja jona, dok preostale se podjedinice imaju pomoćne funkcije poput modulacije zatvaranja.

## Podjedinice
Postoji nekoliko različitih vrsta visokim-naponom-kontrolisanih kalcijumskih kanala (HVGCC). One su strukturno homologne. One imaju različite fiziološke uloge i/ili podložnost inhibiciji specifičnim toksinima. U visokim-naponom-kontrolisane kalcijumske kanale se ubrajaju neuronski N-tip kanal blokiran ω-konotoksinom GVIA, R-tip kanal (R od Rezistentan na druge blokere i toksine) koji učestvuje u nedovoljno definisanim procesima u mozgu, blisko srodni P/Q-tip kanal blokiran ω-akvatoksinima, i dihidropiridin-senzitivni L-tip kanali odgovorni za ekscitaciono-kontrakcionu spregu skeletalnih, glatkih, i srčanih mišića i za sekreciju hormona u endokrinim ćelijama.
| Tip     | 1,4-dihodroporidinska senzitivnost () | ω-konotoksinska senzitivnost () | ω-akvatoksinska senzitivnost () |
| L-tip   | blokira                               | otporan                         | otporan                         |
| N-tip   | otporan                               | blokira                         | otporan                         |
| P/Q-tip | otporan                               | otporan                         | blokira                         |
| R-tip   | otporan                               | otporan                         | otporan                         |

## Literatura
1. ↑  Catterall WA, Perez-Reyes E, Snutch TP, Striessnig J (2005). „International Union of Pharmacology. XLVIII. Nomenclature and structure-function relationships of voltage-gated calcium channels”. Pharmacol Rev. 57 (4): 411—25. PMID 16382099. doi:10.1124/pr.57.4.5.
2. ↑  Yamakage M, Namiki A (2002). „Calcium channels--basic aspects of their structure, function and gene encoding; anesthetic action on the channels--a review”. Can J Anaesth. 49 (2): 151—64. PMID 11823393. doi:10.1007/BF03020488. Архивирано из оригинала (abstract) 11. 02. 2009. г. Приступљено 17. 01. 2011.
3. ↑  „Voltage-Gated Ion Channels”. IUPHAR Database of Receptors and Ion Channels. International Union of Basic and Clinical Pharmacology. Архивирано из оригинала 17. 04. 2021. г.
4. ↑  Michael P. Walsh; et all. „Thromboxane A2-induced contraction of rat caudal arterial smooth muscle involves activation of Ca2+ entry and Ca2+sensitization: Rho-associated kinase-mediated phosphorylation of MYPT1 at Thr-855 but not Thr-697” (PDF). Архивирано из оригинала (PDF) 13. 07. 2011. г. Приступљено 17. 01. 2011.
5. ↑  Dolphin AC (2006). „A short history of voltage-gated calcium channels”. Br J Pharmacol. 147 (Suppl 1): S56—62. PMC 1760727 . PMID 16402121. doi:10.1038/sj.bjp.0706442.
6. ↑  Dunlap K, Luebke JI, Turner TJ (1995). „Exocytotic Ca2+ channels in mammalian central neurons”. Trends Neurosci. 18 (2): 89—98. PMID 7537420. doi:10.1016/0166-2236(95)93882-X.

## Spoljašnje veze
- Naponom-kontrolisani kalcijumski kanali
- Calcium+Channels на 